# Valcourt (Alt Marne)
Valcourt és un municipi francès situat al departament de l'Alt Marne i a la regió del Gran Est. L'any 2007 tenia 635 habitants.

## Demografia

### Població
El 2007 la població de fet de Valcourt era de 635 persones. Hi havia 265 famílies de les quals 65 eren unipersonals (24 homes vivint sols i 41 dones vivint soles), 90 parelles sense fills, 86 parelles amb fills i 24 famílies monoparentals amb fills.
La població ha evolucionat segons el següent gràfic:
Habitants censats

### Habitatges
El 2007 hi havia 288 habitatges, 271 eren l'habitatge principal de la família, 2 eren segones residències i 15 estaven desocupats. 264 eren cases i 22 eren apartaments. Dels 271 habitatges principals, 225 estaven ocupats pels seus propietaris, 43 estaven llogats i ocupats pels llogaters i 3 estaven cedits a títol gratuït; 1 tenia una cambra, 3 en tenien dues, 33 en tenien tres, 70 en tenien quatre i 164 en tenien cinc o més. 227 habitatges disposaven pel capbaix d'una plaça de pàrquing. A 106 habitatges hi havia un automòbil i a 142 n'hi havia dos o més.

### Piràmide de població
La piràmide de població per edats i sexe el 2009 era:
| Homes | Edats   | Dones |
| ----- | ------- | ----- |
| 0     | 95 o +  | 0     |
| 0     | 90 a 94 | 0     |
| 8     | 85 a 89 | 0     |
| 0     | 80 a 84 | 4     |
| 8     | 75 a 79 | 8     |
| 8     | 70 a 74 | 20    |
| 20    | 65 a 69 | 12    |
| 12    | 60 a 64 | 32    |
| 24    | 55 a 59 | 16    |
| 20    | 50 a 54 | 16    |
| 36    | 45 a 49 | 44    |
| 36    | 40 a 44 | 24    |
| 32    | 35 a 39 | 40    |
| 12    | 30 a 34 | 24    |
| 16    | 25 a 29 | 16    |
| 29    | 20 a 24 | 12    |
| 40    | 15 a 19 | 32    |
| 36    | 10 a 14 | 36    |
| 20    | 5 a 9   | 8     |
| 8     | 0 a 4   | 24    |

## Economia
El 2007 la població en edat de treballar era de 458 persones, 339 eren actives i 119 eren inactives. De les 339 persones actives 303 estaven ocupades (158 homes i 145 dones) i 36 estaven aturades (21 homes i 15 dones). De les 119 persones inactives 50 estaven jubilades, 38 estaven estudiant i 31 estaven classificades com a «altres inactius».

### Ingressos
El 2009 a Valcourt hi havia 267 unitats fiscals que integraven 650 persones, la mediana anual d'ingressos fiscals per persona era de 19.574 €.

### Activitats econòmiques
Dels 23 establiments que hi havia el 2007, 1 era d'una empresa extractiva, 2 d'empreses de fabricació d'altres productes industrials, 7 d'empreses de construcció, 5 d'empreses de comerç i reparació d'automòbils, 1 d'una empresa de transport, 1 d'una empresa financera, 1 d'una empresa immobiliària i 5 d'empreses de serveis.
Dels 7 establiments de servei als particulars que hi havia el 2009, 1 era un taller de reparació d'automòbils i de material agrícola, 1 fusteria, 3 lampisteries i 2 electricistes.

## Equipaments sanitaris i escolars
El 2009 hi havia una escola elemental.

## Poblacions més properes
El següent diagrama mostra les poblacions més properes.